# ژان-پل آکونو
ژان-پل آکونو (فرانسوی: Jean-Paul Akono‎؛ زادهٔ ۱ ژانویهٔ ۱۹۵۲) بازیکن و مربی سابق فوتبال اهل کامرون است.
وی سابقه سرمربی‌گری در تیم ملی فوتبال کامرون و تیم ملی فوتبال چاد را دارد.